# Kamilliánusok

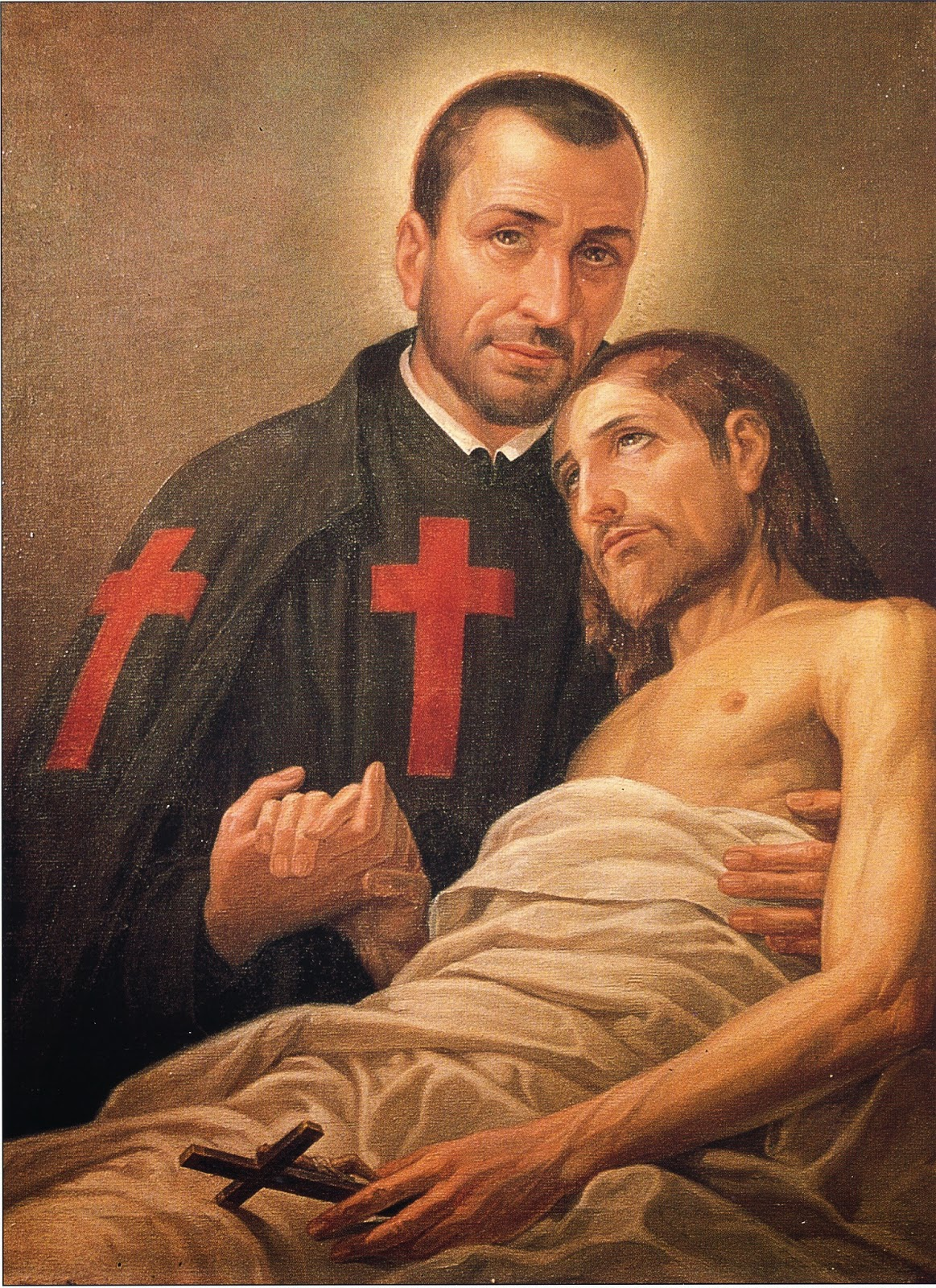
Lellisi Szent Kamill (1550-1614)

A kamilliánusok vagy kamillánusok (Hivatalos nevük: Betegeket Szolgáló Szabályozott Papok Rendje; latinul Ordo Clericorum Regularium Ministrantium Infirmis; rövidítésük: M.I., O.S.C., O.S.Cam.) egy klerikus szerzetesrend, amelyet 1582-ben alapított Rómában Lellisi Szent Kamill a betegek, szenvedők, mozgássérültek és haldoklók iránti irgalmasság gyakorlására.

## Tevékenységük

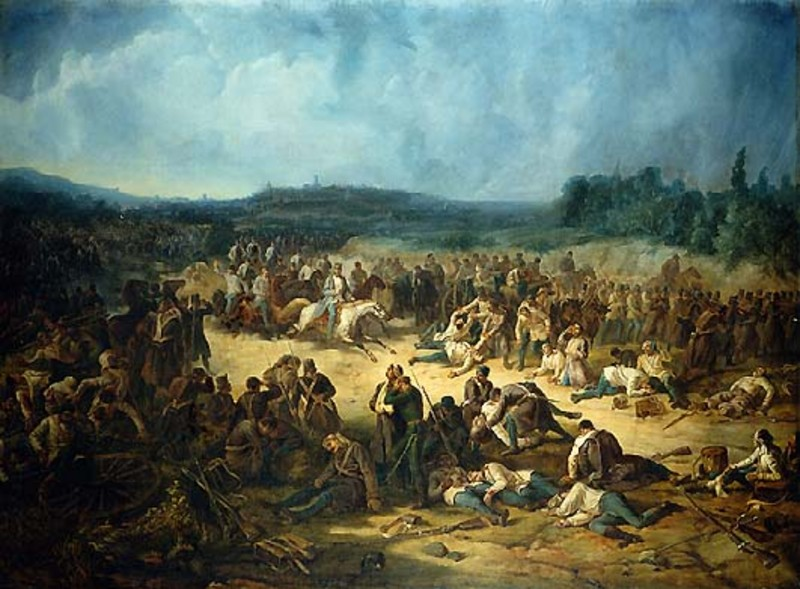
Jean Henri Dunant a solferinói csatában

A tagok az ágostonos szabályzatot követik, de a szerzetesi fogadalmak mellett leteszik a negyedik fogadalmat: életük kockáztatásával is szolgálnak minden beteget (irgalmasság fogadalma).
A papok a lélek, a testvérek a test ápolására szentelik magukat megfelelő képzés alapján. Különösen a haldoklókkal törődtek, a nép ezért nevezte el a kamilliánusokat a Jó Halál Atyáinak. Fekete reverendájukon vörös posztóból keresztet viselnek, ami a vért, a szenvedést és könyörületességet szimbolizálja. 1859-ben Jean-Henri Dunant, a Nemzetközi Vöröskereszt megalapítója látta a kamilliánusokat a solferinói csatánál a sebesült katonák ellátásában. Intézményét ezért nevezte el Vöröskeresztnek. Az eredeti kamilliánus tevékenységek mellett ma mindenekelőtt szenvedélybetegekkel foglalkoznak.

## Történetük
Miután Szent Kamill 1582-ben megalapította a rendet, 1586. március 18-án V. Sixtustól már pápai jóváhagyást is nyertek, majd 1591-ben XIV. Gergely pápa exempt renddé nyilvánította. Magyarországra 1595-ben érkezett az első nyolc kamilliánus a török ellen harcoló pápai sereggel XI. Ince pápa intézkedésére. Ekkor jelent meg a vörös színű kereszt a csatatereken mint a betegápolók megkülönböztető jelvénye, Szent Kamill és rendtársai ápolták mindkét harcoló tábor sebesültjeit.
Gyorsan elterjedtek Itáliában, Spanyolországban, Portugáliában, Franciaországban, Németalföldön valamint Dél-Amerikában. A 17. század végén a kamilliánusok rendje hanyatlásnak indult, a kolostorok kihaltak. Napóleon föloszlatta a rendjüket.
1842-ben Veronában újjáéledt a rend. Központja Rómában a Mária Magdolna-templom melletti kolostorban van, ahol Szent Kamill is működött. Az olasz rendi szabályok lehetővé tették, hogy a rend 1870 után Európában és a misszióban (Észak- és Dél-Amerika, Kína, Tajvan) sok helyen megtelepedjen.
1980-ban 133 házban 1017 tag, köztük 680 pap, 1999-ben 146 házban 1300 tag, köztük 674 pap élt.

### A rend Magyarországon

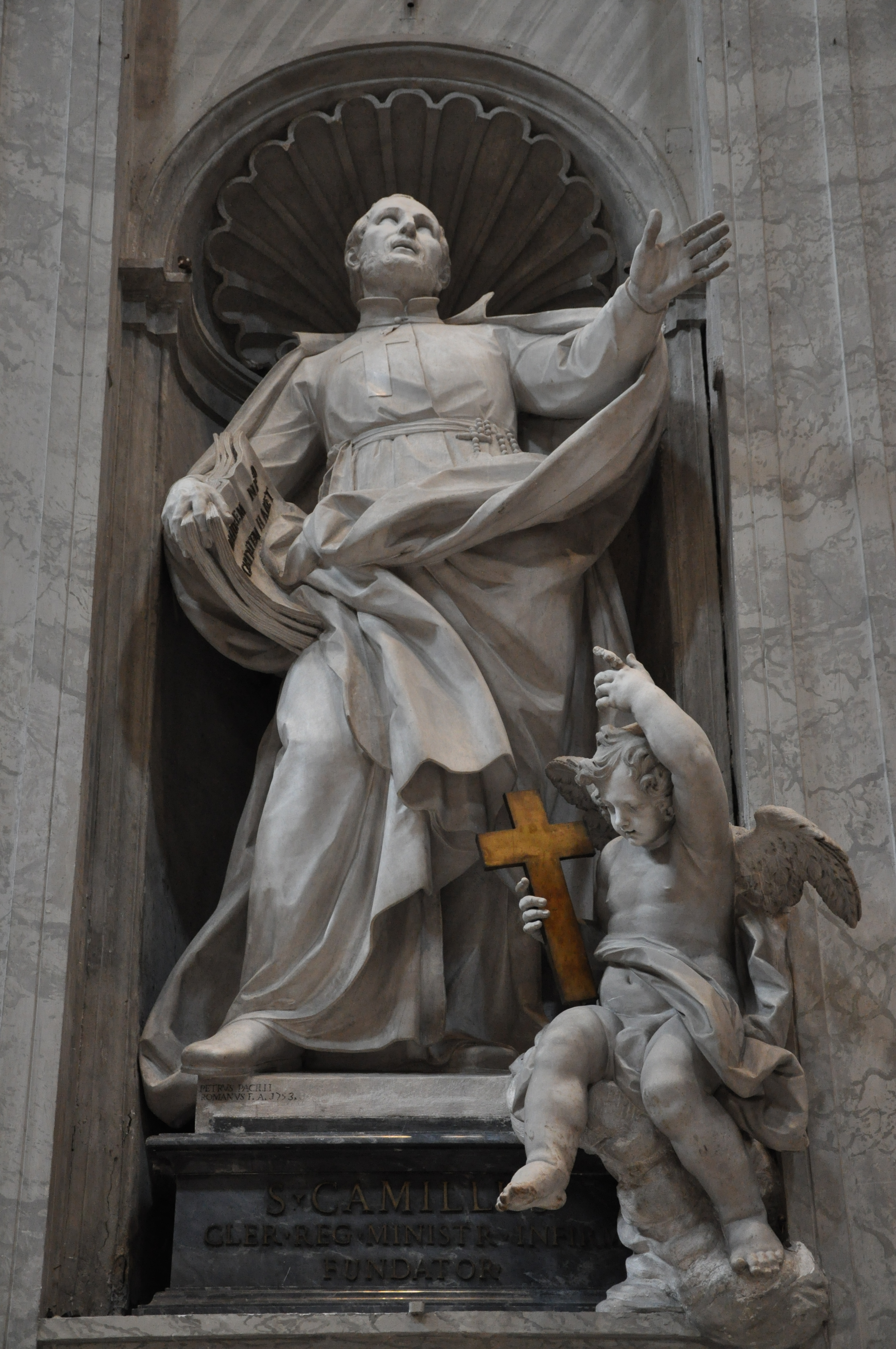
Szent Kamill szobra a római Szent Péter-bazilikában

Magyarországon 1758-1759-ben Vácott próbáltak letelepedni, de pártfogójuk, Forgách Pál püspök meghalt, mielőtt megérkeztek a városba. A Gombás-patak barokk hídján (1759) azonban ott áll Szent Kamill szobra, kezében halálfejjel, a pestis jelképével. 1775-ben Győrött a Kálvária közelében templomot és kolostort építettek. A betegeket otthonaikban és kórházakban ápolták. 1785-ben házukat II. József föloszlatta. A rend pap tagjai egyházmegyés papként dolgoztak tovább.
A rendszerváltozás után, 1995-ben Nyíregyházán telepedtek le. Betegeket, szenvedőket gondoznak, segítik a rászorulókat és azok segítőit. Házfőnökük, György Alfréd, 2010 szeptemberében vette át a Magyarországi Kamilliánus Rend vezetését dr. Anton Gotstól. György Alfréd 1975. április 22-én született Csíkszentdomokoson. Tanulmányait szülőfalujában, valamint Gyergyószentmiklóson végezte. A középiskola évek befejezése után iskolakönyvtárosként dolgozott. 1996-ban lépett be a kamilliánus rendbe, 2006-ban tette le örök fogadalmát Nyíregyházán a kamilliánus kolostorban. Még ebben az évben diakónussá szentelték Bécsben a Borromeo Szent Károly-templomban, 2007-ben pedig pappá szentelték Nyíregyházán a Magyarok Nagyasszonya-társszékesegyházban. Szentelése után egy évig Bécsben a lainzi kórházban szolgált mint kórházlelkész. A következő egy évet Budapest-Pestszentlőrincen töltötte, ahol a Kárpát-medencei kamilliánus családok lelki gondozásával bízták meg, és hivatás-pasztorációban is végzett szolgálatot. 2010 szeptemberétől Bécsben szolgált a tartományfőnökségen. 2010-ben elvégezte a novícius mesterképzőt, és még ebben az évben átvette a nyíregyházi rendház vezetését.

## Kapcsolódó intézmények

### Kamilliánus Nővérek, Szent Kamill Leányai
A kamilliánusok női ága.
1892. február 2-án alapította Luigi Tezza O.S.Cam. és B. Giuseppina Vannini a betegek, fogyatékosok, öregek és haldoklók szolgálatára. AIDS-betegeket és leprásokat is ápolnak.
Magyarországon 1997 novemberében Nyíregyházán telepedtek meg. Fekete ruhájukon ők is vörös posztóból készült keresztet viselnek. Főnöknőjük Agnes Totara.

### A Kamilliánus Családok
A kamilliánusok harmadrendje.
Világi hívők, akik a kamilliánus szerzetesek munkáját támogatják, sajátos struktúrával és megfelelő kiképzéssel. Az egészségügy minden területén Szent Kamill szellemében tevékenykednek. 2000-ben a Kamilliánus Családokhoz 38 család, 545 tag tartozott.

## Lásd még
- Magyar Kamilliánus Családok Társasága Egyesülete